# Glenea mona
Glenea mona är en skalbaggsart som beskrevs av Aurivillius 1911. Glenea mona ingår i släktet Glenea och familjen långhorningar. Inga underarter finns listade i Catalogue of Life.